# Pak Yung-sun
Pak Yung-sun (ur. 22 sierpnia 1956, zm. 14 lipca 1987) – północnokoreańska tenisistka stołowa, dwukrotna mistrzyni świata. 
Pięciokrotnie zdobywała medale mistrzostw świata. Największe indywidualne sukcesy święciła w 1975 roku w Kalkucie i dwa lata później w Birmingham zdobywając złote medale w grze pojedynczej. Mistrzyni Azji 1976 w grze podwójnej i drużynowej.